# شهرستان چواننان
شهرستان چواننان (به لاتین: Quannan County) یک شهرستان‌های جمهوری خلق چین در چین است که در گانژوو واقع شده‌است.